# Joanna Andrychiewiczowa

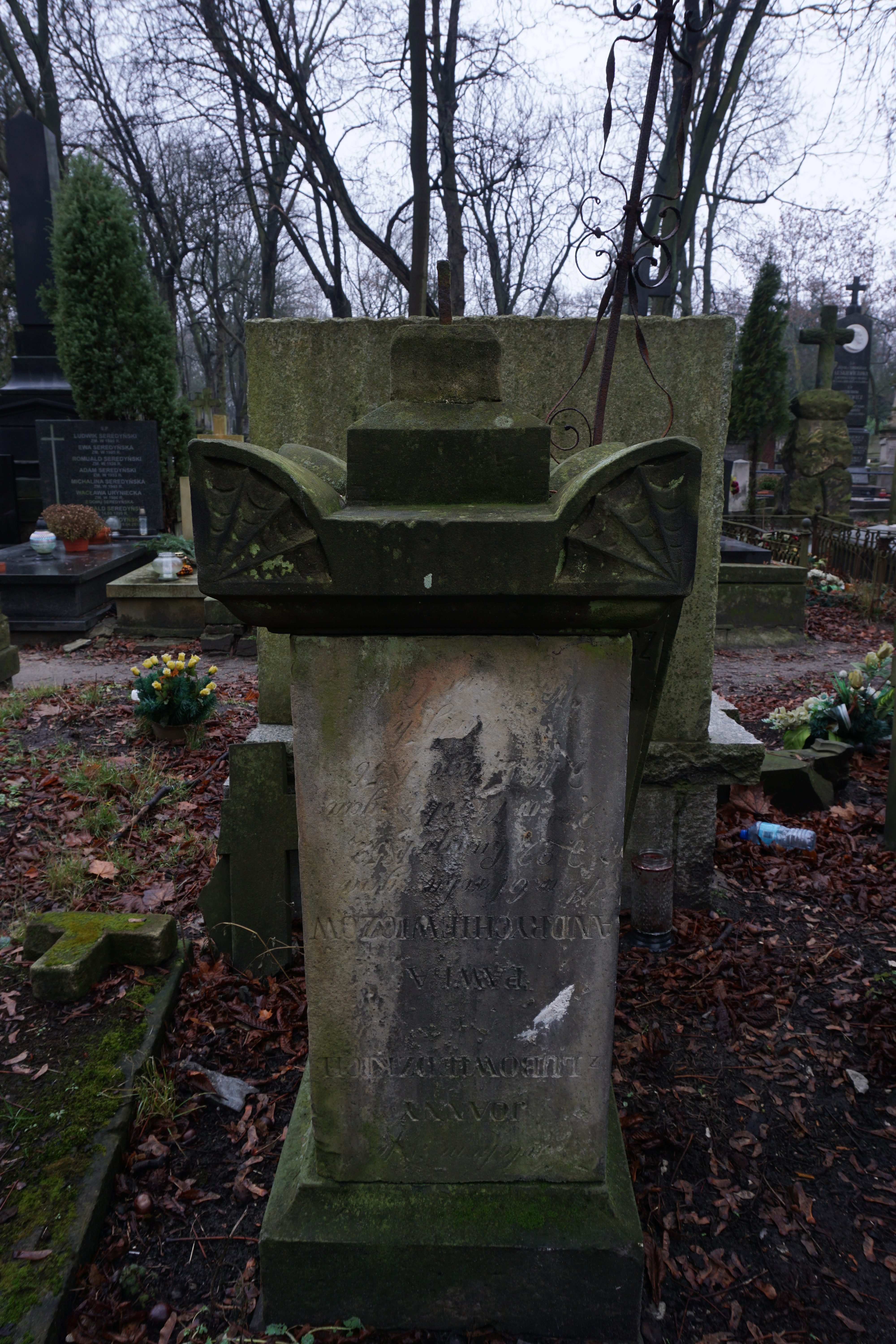
Grób Joanny Andrychiewiczowej na cmentarzu Powązkowskim

Joanna Andrychiewiczowa (z domu Lubowiedzka) (ur. 1791, zm. 22 lutego 1852 w Warszawie) – polska kupczyni zwana „przewodniczką handlu owocowego”.

## Życiorys
Była warszawską majętną kupcową, która posiadała kamienicę Orlemusowską na Rynku Starego Miasta pod 18. oraz prowadziła sklep u zbiegu Krakowskiego Przedmieścia i ulicy Królewskiej. Lokalizacja i wysoka jakość sprzedawanego towaru sprawiły, że była postacią powszechnie znaną i szanowaną przez wielu znakomitych mieszczan różnych stanów, wspominał ją m.in. Kazimierz Wóycicki w swoich „Gawędach i obrazach”. Zaopatrywała w owoce i warzywa domy urzędników i bogaczy, jednak szczupłość powierzchni ograniczała rozwój interesu.
Po wybudowaniu Gościnnego Dworu przeniosła tam swój sklep i znacznie rozwinęła jego działalność, szybko stał się największym w Warszawie składem owoców. Przyjmowała do pracy dziewczęta z ubogich domów i przyuczała do zawodu, jej sklep opuściło wiele znakomitych warszawskich handlarek owoców. Zmarła 22 lutego 1852, msza żałobna odbyła się w kościele Reformatów, po niej została pochowana w grobie rodzinnym na cmentarzu Powązkowskim (kwatera 27-1-14/15). O jej pozycji społecznej świadczyło obszerne wspomnienie, które ukazało się na łamach Kuriera Warszawskiego.